# بيدرو إي. غيريرو
بيدرو إي. غيريرو (بالإنجليزية: Pedro E. Guerrero)‏ هو مصور أمريكي، ولد في 1917 في كازا غراندي في الولايات المتحدة، وتوفي في 13 سبتمبر 2012 في فلورنس في الولايات المتحدة.

## وصلات خارجية
- بيدرو إي. غيريرو على موقع IMDb (الإنجليزية)